# شركة سناد القابضة
شركة سناد القابضة والمعروفة سابقاً باسم شركة عسير للتجارة والسياحة والصناعة هي شركة مساهمة سعودية، تأسست في الخامس من يناير عام 1977 , برأس مال يبلغ مليار ومئتان وثلاثة وستون مليون ريال سعودي وأصبحت (سناد) شركة عامة مدرجة في السوق المالية السعودية (تداول) منذ يناير 1993. تنشط الشركة في مزاولة كافة الأعمال التجارية، وإنشاء المشروعات الصناعية، والسياحية، والزراعية، وتقسيم الأراضي وأعمال المقاولات.
شركات تساهم فيها شركة سناد:
- شركة الخواتم للتجارة والمقاولات .
- شركة المواجد العالمية للتنمية والتطوير العقاري .
- شركة النصرة العالمية للتنمية والتطوير العقاري .
- شركة الأسطول العربية للتنمية والتطوير العقاري .
- شركة دلة للاستثمار الصناعي .
- شركة النسيج والملابس الجاهزة .
- شركة الربيع السعودية للأغذية المحدودة .
- شركة حلواني اخوان .
- شركة حلواني إخوان مصر .
- الشركة الوطنية لمواد التعبئة المحدودة .